# Portrayal of Guilt
Portrayal of Guilt (с англ. — «Изображение вины») — американская блэк-метал-группа, образованная в Остине, штат Техас, в 2017 году. Её основали гитарист/вокалист Мэтт Кинг, басист Блейк Гивен и барабанщик Джеймс Беверидж.

## Характеристики
Стиль
Музыкальный стиль группы Portrayal of Guilt с момента ее основания описывался как скримо, поскольку группа открыто черпала вдохновение у более старых групп в этом жанре, таких как Pg. 99 и City of Caterpillar – они даже привлекли Мэтта Мишеля, фронтмена Majority Rule, для записи, сведения и продюсирования своего первого альбома Let Pain Be Your Guide. Их сравнивали с группами Converge и Oathbreaker и называли «блэк-скримо».

## Дискография
Смотри статью «Дискография Portrayal of Guilt» в англ. разделе.
- Let Pain Be Your Guide (2018)
- We Are Always Alone (2021)
- Christfucker (2021)
- Devil Music (2023)